# Kossisko
Kossisko, anciennement 100s, de son nom complet Kossisko Konan, né le 26 novembre 1992 à Berkeley en Californie, est un rappeur et chanteur de RnB américain. En 2012, Kossisko, sous le nom de 100s, publie sa première mixtape, Ice Cold Perm. Il signe ensuite au label Fool's Gold Records en juin 2013. Après la sortie du single Ten Freaky Hoes, il annonce une seconde mixtape intitulée Ivry, publiée le 7 mars 2014 au label Fools Gold. Elle contient des éléments G-funk et disco, comparé à sa première mixtape. Il est également connu pour sa chanson Life of a Mack, l'une des chansons incluses dans la bande originale du jeu vidéo Grand Theft Auto V. 
Au début de 2015, il change son nom de scène 100s pour Kossisko, son prénom. Sous Kossisko, il publie son premier single This May Be Me le 17 février 2015 sur The Fader, et publie son premier EP, Red White N Cruel.

## Biographie

### Enfance
Kossisko est né le 26 novembre 1992 d'une mère de confession juive et d'un père africain,. Il grandit à Berkeley, en Californie. À 16 ans, à la suite de conflits familiaux, il est envoyé par son père à Abidjan, en Côte d'Ivoire. Il y vit dans une maison de trois chambres avec 15 autres personnes. Pendant son séjour, il contracte cinq fois la malaria ; ses parents refuseront de le laisser revenir chez lui. Il fuit alors pour rejoindre l'ambassade américaine. Il devra rester en Afrique jusqu'à ses 18 ans pour revenir aux États-Unis. Après sa tentative d'évasion, il est envoyé dans la petite ville de Bouaflé dans laquelle il vit avec son oncle. Peu de temps après, la famille de son oncle emménage à Yamoussoukro, et Kossisko revient aux États-Unis à la fin de 2010. En Afrique, il apprend à parler français.

### Carrière musicale
Kossisko écrit sa première chanson en 2008 et enregistre pour la première fois au début de 2010. Il se consacre sérieusement au rap en 2011 à 19 ans. Après son séjour en Côte d'Ivoire, Kossisko revient à Berkeley où il enregistre sa première mixtape, sous le nom de 100s, intitulée Ice Cold Perm. Le 5 septembre 2012, 100s publie Ice Cold Perm, produite par Joe Wax. La couverture est inspirée de celle de Tha Doggfather de Snoop Dogg, qu'il considère comme un classique. Sur la mixtape, il collabore aussi avec Main Attrakionz et Ryan Hemsworth.
Le 4 juin 2013, 100s publie le clip de 1999. Il signe ensuite au label Fool's Gold Records d'A-Trak. Le mois suivant, le magazine Complex le nomme dans la catégorie des nouveaux rappeurs à surveiller. Sa chanson Life of a Mack est incluse dans la bande originale du jeu vidéo Grand Theft Auto V, sur la chaîne de radio Radio Los Santos. Bien que connu grâce au jeu, 100s publie le 17 septembre 2013, son premier single. À cette période, il participe à une publicité pour l'iPhone 5c. Puis entre octobre et décembre 2013, 100s part en tournée avec ASAP Ferg au Turnt x Burnt. En tournée, il publie Keep a Bitch Broke, une nouvelle collaboration avec Aston Matthews, Joey Fatts et Da$h. Il est nommé l'un des rappeur de la côte ouest à surveiller en 2014 par The BoomBox
Le 26 février 2014, 100s publie la chanson Ten Freaky Hoes, puis révèle la publication d'un EP en libre circulation intitulé Ivry, en remplacement de celui qui était annoncé, Sex Symbols. Ten Freaky Hoes est un « jam G-funk mélodieux accompagné d'une touche de psychedelia californienne. » Ivry est prévu pour mars 2014. Ten Freaky Hoes est également la dernière chanson du rappeur sous son nom 100s. L'EP est publié le 6 mars 2014, chez Fool's Gold,. Il est bie naccueilli par la presse spécialisée comme notamment The Fader, The Washington Post, Stereogum et Fact,,,.

## Discographie

### Sous Kossisko
| Titre             | Détails                                                                        |
| ----------------- | ------------------------------------------------------------------------------ |
| This May Be Me    | - Sortie : 17 février 2015 - Label : Auto-produit - Format : Single numérique  |
| Own Me            | - Sortie : 15 juin 2015 - Label : Auto-produit - Format : Single numérique     |
| Jealousy          | - Sortie : 15 juin 2015 - Label : Auto-produit - Format : Single numérique     |
| Red White N Cruel | - Sortie : 13 novembre 2015 - Label : Auto-produit - Format : Single numérique |

### Sous 100s
| Titre         | Détails                                                                        |
| ------------- | ------------------------------------------------------------------------------ |
| Ice Cold Perm | - Sortie : 5 décembre 2012 - Label : Auto-produit - Format : Téléchargement    |
| Ivry          | - Sortie : 7 mars 2014 - Label : Fool's Gold Records - Format : Téléchargement |

### Singles
| Titre          | Année | Meilleure position | Meilleure position | Meilleure position | Album |
| Titre          | Année | US                 | US R&B             | US Rap             | Album |
| -------------- | ----- | ------------------ | ------------------ | ------------------ | ----- |
| Life of a Mack | 2013  | —                  | —                  | —                  | NC    |